# Сиви мишји лемур
Сиви мишји лемур (лат. Microcebus murinus) је врста примата из породице патуљастих лемура (Cheirogaleidae).

## Распрострањење
Мадагаскар је једино познато природно станиште врсте.

## Станиште
Сиви мишји лемур има станиште на копну.

## Начин живота
Сиви мишји лемур прави гнезда. 

## Угроженост
Ова врста није угрожена, и наведена је као последња брига јер има широко распрострањење.

### Популациони тренд
Популација ове врсте се смањује, судећи по расположивим подацима.